# Centrum gimnastyki w Kazaniu
Centrum gimnastyki (ros. Центр гимнастики) – kryty obiekt sportowy w Kazaniu, w Rosji. Służy głównie do uprawiania sportów gimnastycznych. Centrum zostało oddane do użytku 14 listopada 2012 roku. Główna hala obiektu może pomieścić 3200 widzów na trybunach.
Obiekt był jedną z aren 27. Letniej Uniwersjady w 2013 roku. Rozegrano na nim zawody gimnastyki sportowej oraz gimnastyki artystycznej. Ponadto obiekt gościł też m.in. mistrzostwa Europy w badmintonie (2014), drużynowe mistrzostwa Europy w badmintonie (2016 i 2018), mistrzostwa świata w wushu (2017) czy mistrzostwa świata juniorów w badmintonie (2019).